# Jim Östling
Gustaf Jim Östling (före 1908 Gustafsson), född 24 november 1884 i Mariehamn, död 29 april 1955 i Helsingfors, var en finländsk läkemedelkemist. Han var far till Gustaf Östling.
Östling avlade provisorsexamen 1908 och blev filosofie doktor 1914. Han blev 1915 docent i kemi vid Helsingfors universitet och var adjunkt i kemi från 1923 till 1938, då hans tjänst sattes på indragningsstat eftersom han inte klarade det finska språkprovet. Han var verksam vid läkemedelsfabriken Medica, dess tekniska chef från 1944. Han tilldelades professors titel 1938. Han publicerade studier inom organisk kemi. 
Jim Östling var med i Ålandskommittén och fungerade som deras representant och rådgivare till 1919 års fredskonferens om Ålandsfrågan. De var Östling som övertygade Finlands chefsförhandlare på fredskonferensen Carl Enckell och Finlands utrikesminister Rudolf Holsti att självstyrelse för Åland var den bästa vägen att gå för Finland. 

## Publikationer
- Spektrochemische und Thermochemische Studien in der Cyclopropan und Cyklobutanreihe , 1911 (avhandling)
- Kortfattad lärobok i organisk kemi , 1913
- Grunddragen av allmänna organiska Kemin , tillsammans med Edvard Hjelt . 1914